# Lista de distritos da Paraíba

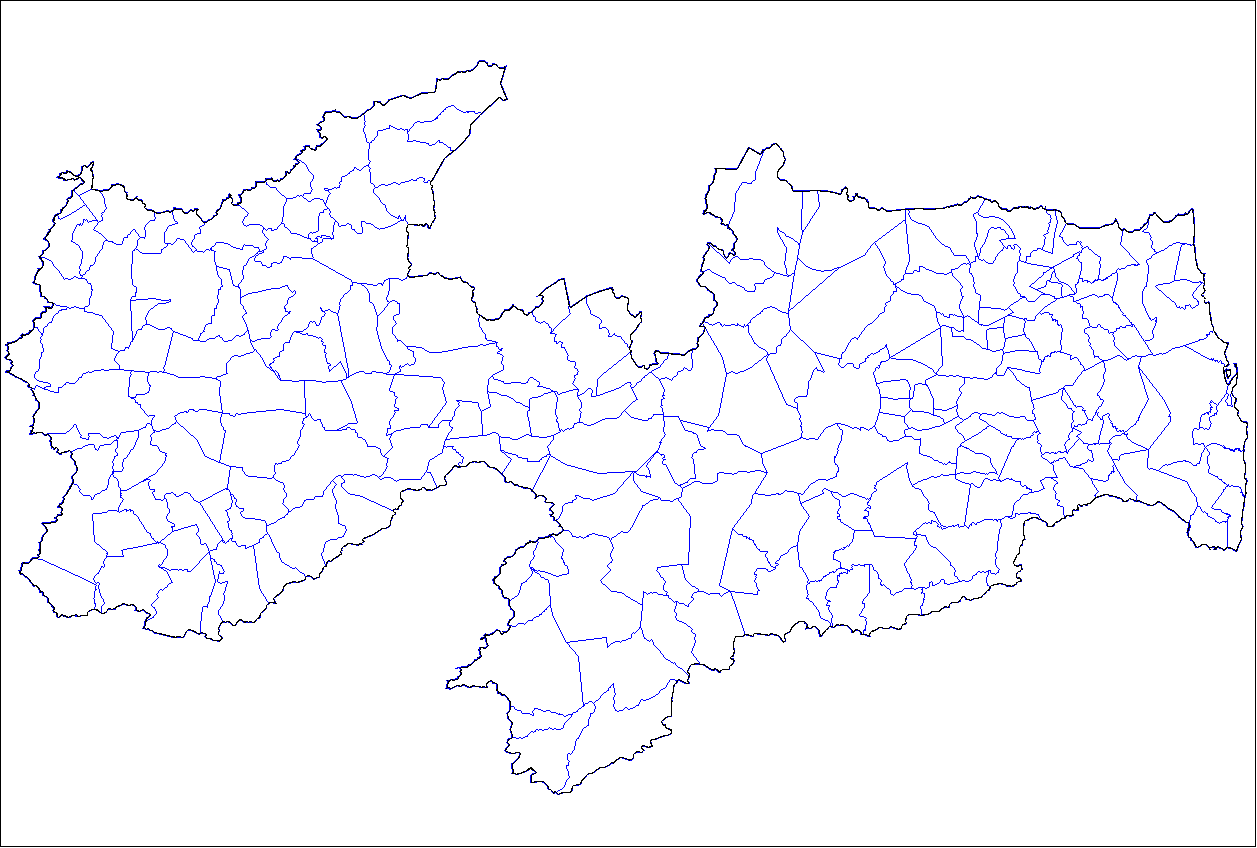
Municípios da Paraíba, Brasil

Esta é uma lista dos distritos dos municípios paraibanos.
Segundo o IBGE, um município para ser formado deve possuir pelo menos um distrito, o distrito sede. No caso dos municípios que possuírem mais de um distrito, estes também constarão na lista.
| Município (Distrito sede)      | Demais distritos                                            |
| ------------------------------ | ----------------------------------------------------------- |
| Água Branca                    |                                                             |
| Aguiar                         |                                                             |
| Alagoa Grande                  | Canafístula Zumbi                                           |
| Alagoa Nova                    |                                                             |
| Alagoinha                      |                                                             |
| Alcantil                       |                                                             |
| Algodão de Jandaíra            |                                                             |
| Alhandra                       | Mata Redonda                                                |
| Amparo                         |                                                             |
| Aparecida                      |                                                             |
| Araçagi                        |                                                             |
| Arara                          |                                                             |
| Araruna                        |                                                             |
| Areia                          | Cepilho Mata Limpa Muquém                                   |
| Areia de Baraúnas              | Bananeiras                                                  |
| Areial                         |                                                             |
| Aroeiras                       | Pedro Velho                                                 |
| Assunção                       |                                                             |
| Baía da Traição                |                                                             |
| Bananeiras                     | Maia Taboleiro                                              |
| Baraúna                        |                                                             |
| Barra de Santa Rosa            |                                                             |
| Barra de Santana               |                                                             |
| Barra de São Miguel            |                                                             |
| Bayeux                         |                                                             |
| Belém                          | Rua Nova                                                    |
| Belém do Brejo do Cruz         |                                                             |
| Bernardino Batista             |                                                             |
| Boa Ventura                    |                                                             |
| Boa Vista                      |                                                             |
| Bom Jesus                      |                                                             |
| Bom Sucesso                    | Serrinha                                                    |
| Bonito de Santa Fé             | Viana                                                       |
| Boqueirão                      | Marinho                                                     |
| Borborema                      |                                                             |
| Brejo do Cruz                  |                                                             |
| Brejo dos Santos               |                                                             |
| Caaporã                        |                                                             |
| Cabaceiras                     | Ribeira                                                     |
| Cabedelo                       | Renascer                                                    |
| Cachoeira dos Índios           | Balanços Fátima São José de Marimbas                        |
| Cacimba de Areia               |                                                             |
| Cacimba de Dentro              | Logradouro de São Francisco                                 |
| Cacimbas                       |                                                             |
| Caiçara                        |                                                             |
| Cajazeiras                     | Divinópolis Engenheiro Ávidos                               |
| Cajazeirinhas                  | Barrento                                                    |
| Caldas Brandão                 | Cajá                                                        |
| Camalaú                        | Pindurão                                                    |
| Campina Grande                 | Catolé Galante Marinho Santa Terezinha São José da Mata     |
| Campo de Santana               |                                                             |
| Capim                          | Olho d'Água do Serrão                                       |
| Caraúbas                       |                                                             |
| Carrapateira                   |                                                             |
| Casserengue                    |                                                             |
| Catingueira                    | Itajubatiba                                                 |
| Catolé do Rocha                | Coronel Maia Picos                                          |
| Caturité                       |                                                             |
| Conceição                      | Cardoso Montevideo                                          |
| Condado                        | Várzea do Feijão                                            |
| Conde                          | Jacumã                                                      |
| Congo                          |                                                             |
| Coremas                        |                                                             |
| Coxixola                       |                                                             |
| Cruz do Espírito Santo         |                                                             |
| Cubati                         |                                                             |
| Cuité                          | Melo                                                        |
| Cuité de Mamanguape            |                                                             |
| Cuitegi                        |                                                             |
| Curral de Cima                 |                                                             |
| Curral Velho                   |                                                             |
| Damião                         |                                                             |
| Desterro                       |                                                             |
| Diamante                       | Vazante                                                     |
| Dona Inês                      |                                                             |
| Duas Estradas                  |                                                             |
| Emas                           |                                                             |
| Esperança                      | Massabielle Pintado São Miguel                              |
| Fagundes                       |                                                             |
| Frei Martinho                  |                                                             |
| Gado Bravo                     |                                                             |
| Guarabira                      | Cachoeira dos Guedes                                        |
| Gurinhém                       |                                                             |
| Gurjão                         |                                                             |
| Ibiara                         | Cachoeirinha                                                |
| Igaracy                        |                                                             |
| Imaculada                      | Palmeira                                                    |
| Ingá                           | Pontina Chã dos Pereiras                                    |
| Itabaiana                      | Campo Grande Guarita                                        |
| Itaporanga                     |                                                             |
| Itapororoca                    |                                                             |
| Itatuba                        |                                                             |
| Jacaraú                        | Timbó                                                       |
| Jericó                         |                                                             |
| João Pessoa                    |                                                             |
| Joca Claudino                  |                                                             |
| Juarez Távora                  |                                                             |
| Juazeirinho                    |                                                             |
| Junco do Seridó                | Bom Jesus                                                   |
| Juripiranga                    |                                                             |
| Juru                           |                                                             |
| Lagoa                          |                                                             |
| Lagoa de Dentro                |                                                             |
| Lagoa Seca                     | Chã do Marinho São Pedro                                    |
| Lastro                         |                                                             |
| Livramento                     |                                                             |
| Logradouro                     |                                                             |
| Lucena                         | Costinha Praia de Fagundes                                  |
| Mãe d'Água                     |                                                             |
| Malta                          |                                                             |
| Mamanguape                     | Pitanga da Estrada                                          |
| Manaíra                        | Pelo Sinal                                                  |
| Marcação                       | Camurupim                                                   |
| Mari                           |                                                             |
| Marizópolis                    |                                                             |
| Massaranduba                   | Chã do Marinho                                              |
| Mataraca                       | Barra de Camaratuba                                         |
| Matinhas                       |                                                             |
| Mato Grosso                    |                                                             |
| Maturéia                       |                                                             |
| Mogeiro                        | Gameleira                                                   |
| Montadas                       |                                                             |
| Monte Horebe                   |                                                             |
| Monteiro                       |                                                             |
| Mulungu                        |                                                             |
| Natuba                         | Pirauá                                                      |
| Nazarezinho                    |                                                             |
| Nova Floresta                  |                                                             |
| Nova Olinda                    |                                                             |
| Nova Palmeira                  |                                                             |
| Olho d'Água                    | Socorro                                                     |
| Olivedos                       |                                                             |
| Ouro Velho                     |                                                             |
| Parari                         |                                                             |
| Passagem                       |                                                             |
| Patos                          | Santa Gertrudes                                             |
| Paulista                       | Ipueiras Mimoso                                             |
| Pedra Branca                   |                                                             |
| Pedra Lavrada                  |                                                             |
| Pedras de Fogo                 |                                                             |
| Pedro Régis                    |                                                             |
| Piancó                         |                                                             |
| Picuí                          | Serra dos Brandões Santa Luzia do Seridó                    |
| Pilar                          |                                                             |
| Pilões                         |                                                             |
| Pilõezinhos                    |                                                             |
| Pirpirituba                    |                                                             |
| Pitimbu                        | Taquara                                                     |
| Pocinhos                       | Nazaré                                                      |
| Poço Dantas                    |                                                             |
| Poço de José de Moura          |                                                             |
| Pombal                         | Várzea Comprida                                             |
| Prata                          |                                                             |
| Princesa Isabel                |                                                             |
| Puxinanã                       |                                                             |
| Queimadas                      |                                                             |
| Quixaba                        |                                                             |
| Remígio                        |                                                             |
| Riachão                        |                                                             |
| Riachão do Bacamarte           |                                                             |
| Riachão do Poço                |                                                             |
| Riacho de Santo Antônio        |                                                             |
| Riacho dos Cavalos             |                                                             |
| Rio Tinto                      | Barra do Mamanguape Salema                                  |
| Salgadinho                     | São José da Batalha                                         |
| Salgado de São Félix           | Dois Riachos Feira Nova                                     |
| Santa Cecília                  |                                                             |
| Santa Cruz                     | Casinha do Homem                                            |
| Santa Helena                   |                                                             |
| Santa Inês                     |                                                             |
| Santa Luzia                    |                                                             |
| Santa Rita                     | Forte Velho Nossa Senhora do Livramento Ribeira Várzea Nova |
| Santa Terezinha                |                                                             |
| Santana de Mangueira           |                                                             |
| Santana dos Garrotes           | Pitombeira de Dentro                                        |
| Santo André                    |                                                             |
| São Bentinho                   |                                                             |
| São Bento                      | Barra de Cima                                               |
| São Domingos                   |                                                             |
| São Domingos do Cariri         |                                                             |
| São Francisco                  |                                                             |
| São João do Cariri             | Malhada da Roça                                             |
| São João do Rio do Peixe       | Umari                                                       |
| São João do Tigre              | Santa Maria                                                 |
| São José da Lagoa Tapada       |                                                             |
| São José de Caiana             |                                                             |
| São José de Espinharas         |                                                             |
| São José de Piranhas           | Bom Jesus                                                   |
| São José de Princesa           |                                                             |
| São José do Bonfim             |                                                             |
| São José do Brejo do Cruz      |                                                             |
| São José do Sabugi             |                                                             |
| São José dos Cordeiros         |                                                             |
| São José dos Ramos             |                                                             |
| São Mamede                     |                                                             |
| São Miguel de Taipu            |                                                             |
| São Sebastião de Lagoa de Roça |                                                             |
| São Sebastião do Umbuzeiro     |                                                             |
| Sapé                           | Renascença                                                  |
| Seridó                         | São Vicente do Seridó                                       |
| Serra Branca                   | Santa Luzia do Cariri Sucuru                                |
| Serra da Raiz                  |                                                             |
| Serra Grande                   |                                                             |
| Serra Redonda                  |                                                             |
| Serraria                       |                                                             |
| Sertãozinho                    |                                                             |
| Sobrado                        |                                                             |
| Solânea                        |                                                             |
| Soledade                       | Bom Sucesso                                                 |
| Sossêgo                        |                                                             |
| Sousa                          | São Gonçalo                                                 |
| Sumé                           | Pio X                                                       |
| Taperoá                        |                                                             |
| Tavares                        |                                                             |
| Teixeira                       |                                                             |
| Tenório                        |                                                             |
| Triunfo                        |                                                             |
| Uiraúna                        | Quixaba                                                     |
| Umbuzeiro                      | Mata Virgem Matinadas                                       |
| Várzea                         |                                                             |
| Vieirópolis                    |                                                             |
| Vista Serrana                  |                                                             |
| Zabelê                         |                                                             |